# Marcipalina umbrosa
Marcipalina umbrosa là một loài bướm đêm trong họ Erebidae.